# Distrito de Nagaur
Nagaur (en hindi: नगौर) es un distrito de la India en el estado de Rajastán. Código ISO: IN.RJ.NA.
Comprende una superficie de 17718 km².
El centro administrativo es la ciudad de Nagaur.

## Demografía
Según censo 2011 contaba con una población total de 3309234 habitantes, de los cuales 1 610 474 eran mujeres y 1 698 760 varones.